# World Seniors Darts Championship
| World Seniors Darts Championship | World Seniors Darts Championship |
| -------------------------------- | -------------------------------- |
| Sportart                         | Darts                            |
| Organisator                      | World Seniors Darts              |
| Turnierart                       | Einladungsturnier                |
| Austragungsort                   | Circus Tavern, Purfleet          |
| Austragungszeitraum              | Februar                          |
| Rekordsieger                     | Robert Thornton (2×)             |
| Letzter Sieger                   | Ross Montgomery                  |
| Erste Austragung                 | 2022                             |
| Letzte Austragung                | 2025                             |

Die World Seniors Darts Championship war die erste Darts-Weltmeisterschaft für Spieler und Spielerinnen im Seniorenbereich (bis 2024: 50 und älter, 2025: 45 und älter). Ausrichter war die World Seniors Darts, welche aus dem Sport-Management Modus Darts und der Organisation Snooker Legends entstanden ist. 2022 wurde sie zum ersten Mal ausgetragen. Nachdem die Ticketverkäufe für die World Seniors Darts Championship 2026 im August gestoppt wurden, ist von einer erneuten Austragung nicht auszugehen.

## Geschichte
Die erste Austragung einer World Seniors Darts Championship wurde am 3. April 2021 durch einen Tweet des 16-fachen Weltmeisters Phil Taylor bekannt gegeben. Infolgedessen wurden immer mehr Teilnehmer und Turnierinformationen bestätigt.
Am 27. Januar 2022 wurde die offizielle Trophäe vorgestellt.
Im August 2025 wurden die Ticketverkäufe für die Austragung im Jahr 2026 gestoppt und eine Rückerstattung der bereits gekauften Tickets gestartet. Seitens ehemaliger Spieler wurde daraufhin das Ende der ausrichtenden Organisation bekanntgegeben. Ein offizielle Statement gab es nicht.

## Format und Qualifikation
Zuletzt nahmen an der Weltmeisterschaft insgesamt 28 Spieler teil. Von diesen wurden 22 zum Turnier eingeladen. Letztlich qualifizierten sich hierbei die Top elf der WSDT World Rankings sowie vier weitere Spieler einer nicht näher benannten Race to the Tavern Order of Merit. Neun Spieler wurden zum Turnier eingeladen. Die restlichen drei Spieler hatten zuvor je einen WSDT World Championship Qualifier überstanden. Vier Spieler starteten dabei in der zweiten Runde. Alle anderen mussten eine erste Runde überstehen. Es wird im K.-o.-System und im Modus 501 double-out gespielt.

## Preisgeld
Das Preisgeld verteilt sich zuletzt (2025) wie folgt:
| Position (Anzahl der Spieler) | Position (Anzahl der Spieler) | Preisgeld |
| ----------------------------- | ----------------------------- | --------- |
| Gewinner                      | (1)                           | 30.000    |
| Finalist                      | (1)                           | 10.000    |
| Halbfinalisten                | (2)                           | 4.000     |
| Viertelfinalisten             | (4)                           | 2.000     |
| Achtelfinalisten              | (8)                           | 1.000     |
| Verlierer der 1. Runde        | (12)                          | 750       |
| Gesamt                        | Gesamt                        | 73.000    |

## Finalergebnisse
| Jahr | Austragungsort          | Sieger                                                       | Ergebnis                                                     | Finalist                                                     | Sponsor                                                      | Preisgeld                                                    | Preisgeld                                                    |
| Jahr | Austragungsort          | Sieger                                                       | Ergebnis                                                     | Finalist                                                     | Sponsor                                                      | Gesamt                                                       | Sieger                                                       |
| ---- | ----------------------- | ------------------------------------------------------------ | ------------------------------------------------------------ | ------------------------------------------------------------ | ------------------------------------------------------------ | ------------------------------------------------------------ | ------------------------------------------------------------ |
| 2022 | Circus Tavern, Purfleet | Robert Thornton                                              | 5 : 1                                                        | Martin Adams                                                 | Jennings Bet                                                 | 0£72.500                                                     | 0£30.000                                                     |
| 2023 | Circus Tavern, Purfleet | Robert Thornton                                              | 5 : 2                                                        | Richie Howson                                                | Jennings Bet                                                 | 0£80.000                                                     | 0£30.000                                                     |
| 2024 | Circus Tavern, Purfleet | John Henderson                                               | 5 : 0                                                        | Colin McGarry                                                | Jennings Bet                                                 | 0£80.000                                                     | 0£30.000                                                     |
| 2025 | Circus Tavern, Purfleet | Ross Montgomery                                              | 5 : 1                                                        | Graham Usher                                                 | Jennings Bet                                                 | £73.000                                                      | 0£30.000                                                     |
| 2026 | Circus Tavern, Purfleet | Ticketverkäufe gestoppt, ausrichtende Organisation aufgelöst | Ticketverkäufe gestoppt, ausrichtende Organisation aufgelöst | Ticketverkäufe gestoppt, ausrichtende Organisation aufgelöst | Ticketverkäufe gestoppt, ausrichtende Organisation aufgelöst | Ticketverkäufe gestoppt, ausrichtende Organisation aufgelöst | Ticketverkäufe gestoppt, ausrichtende Organisation aufgelöst |